# Richard Riedel (Journalist)
Richard Riedel (* 3. November 1895 in Liebenwerda; † 19. Dezember 1979 in Friedrichsdorf, Taunus) war ein deutscher Journalist, Drehbuchautor und Filmproduktionsleiter.

## Leben und Wirken
Riedel studierte ab 1919 Germanistik und Kunstgeschichte und schloss mit der Promotion ab. Nebenbei (1920) bildete er sich an der Theaterschule der Volksbühne Berlin fort. Von 1921 bis 1927 war er als künstlerischer Leiter des Grenzmark-Theaters aktiv, anschließend wechselte er zur Zeitung und arbeitete als Redakteur und Feuilletonchef (1930 bis 1934) am hauptstädtischen Blatt Der Tag.
1934 wechselte Riedel zum Film und wurde Dramaturg im Dienst der UFA. In dieser Funktion betreute er unter anderem die 1936 und 1937 gedrehten Filme Schlußakkord, Das Mädchen Irene und Zu neuen Ufern. Während des Zweiten Weltkriegs war Riedel an einer Reihe von prestigeträchtigen Filmen beteiligt, die UFA gab ihm eine eigene Herstellungsgruppe. Bei den meisten der von ihm als Herstellungsgruppenleiter betreuten Filme war er auch als Drehbuchautor beteiligt, so auch am deutschnationalen Propagandastück … reitet für Deutschland.
Nach dem Krieg arbeitete Riedel erneut als Dramaturg, diesmal für die Berliner 'Capitol-Film' (Die Stärkere, Ein Leben für Do – beide 1953) und beteiligte sich am Drehbuch zu der Industriellen- und Erfinderbiographie Made in Germany. 1966 verließ Riedel Berlin und ließ sich in München nieder. Dort hatte er in seinen letzten Lebensjahren für die Deutsche Condor-Film, damals ein Tochterunternehmen der Schweizer Condor Films AG, in unterschiedlichen Funktionen einige Kurzdokumentarfilme gestaltet.
Sein Sohn ist der Biochemiker Eberhard Riedel.

## Filmografie
- 1939: Zwielicht (Herstellungsgruppe)
- 1941: … reitet für Deutschland (Co-Drehbuch, Co-Herstellungsgruppe)
- 1942: Diesel (Co-Drehbuch, Co-Herstellungsgruppe)
- 1942: Du gehörst zu mir (Co-Drehbuch, Co-Herstellungsgruppe)
- 1943: Der Majoratsherr (Co-Drehbuch, Herstellungsgruppe)
- 1945: Die Brüder Noltenius (Co-Drehbuch, Herstellungsgruppe)
- 1953: Die Stärkere
- 1953: Ein Leben für Do
- 1954: Konsul Strotthoff (Co-Produktion)
- 1955: Vor Gott und den Menschen (Co-Produktion)
- 1956: Made in Germany (Co-Drehbuch)
- 1961: Gewachsen und gestaltet (Regie, Kurzdokumentarfilm)
- 1963: Rourkela – Stahl für Indien (Co-Drehbuch, Kurzdokumentarfilm)
- 1967: Verborgene Werte (Co-Regie, Drehbuch, Kurzdokumentarfilm) (UA: 1969)